# Son tornate a fiorire le rose
Son tornate a fiorire le rose è un film del 1975 diretto da Vittorio Sindoni.
È il seguito del film Amore mio non farmi male dell'anno precedente.

## Trama
La trama del film, incentrata sull'amore di Anna e Marcello, riprende dal seguito del film precedente, ma mentre nel prequel i protagonisti centrali erano i due ragazzi, qui la storia si concentra maggiormente sulle avventure private dei rispettivi genitori.
Dall'unione tra Anna e Marcello, è nata Paoletta, una bambina che viene spesso accudita dai nonni Paolo e Linda dal momento che i due ragazzi, dopo il loro matrimonio, sono andati a vivere a casa della famiglia De Simone. Paolo vive male la condizione di nonno poiché lo fa sentire moralmente anziano pur essendo una persona più che giovanile malgrado la sua mezza età e chiedendo consiglio al consuocero Carlo, che sembra aver trovato soluzioni alternative con la moglie Sabina, decide di provare diversi tipi di svago che si rivelano fallimentari e che in un'occasione, durante un tentativo di approccio con una giovane e avvenente ragazza, ha rischiato di perdere per sempre la propria nipote.
Paolo però pur essendo riuscito a consolidare nuovamente il suo rapporto fisico con la moglie Linda, non riesce a tenere a bada la sua eccessiva apprensione per la propria nipotina e dopo una serie di disavventure, sono proprio Anna e Marcello a spiazzare fuori i rispettivi genitori, allontanandoli gradatamente, prima annunciando di voler andare a vivere per conto loro e poi estromettendoli dalla festa di compleanno del primo anno di vita di Paoletta.
Ritrovato il vigore dei primi anni di matrimonio, tra le due coppie di genitori, si riaccende la passione a tal punto che le due donne, nonostante la loro non più giovane età, rimangono nuovamente incinte per la seconda volta. Alla fine del film, Carlo si ritrova quindi con un ennesimo figlio maschio e Paolo con ben due figlie gemelle femmine.